# Aubrey Anderson-Emmons
Aubrey Frances Anderson-Emmons (6 de junho de 2007) é uma atriz-mirim norte-americana, mais conhecida por seu papel como Lily Tucker-Pritchett na série Modern Family. É a atriz mais jovem da história a ir ao Emmy Awards, e a mais jovem da história a ganhar o prêmio Screen Actors Guild Award por Melhor Performance de Elenco em Série de Comédia.
Anderson-Emmons é filha de Amy Anderson, uma coreana-americana, e Kent Emmons, um caucasiano-americano. Sua mãe é uma comediante e atriz de stand-up e seu pai é um empresário de mídia, ambos separados. Ela tem uma meia-irmã chamada Ashley Emmons, que vive em Missouri. Aubrey se juntou ao elenco de Modern Family em sua terceira temporada em 2011. Ela faz o papel de "Lily Tucker-Pritchett", uma criança nascida vietnamita adotada pelo casal Cameron e Mitchel.